# Porsche Carrera

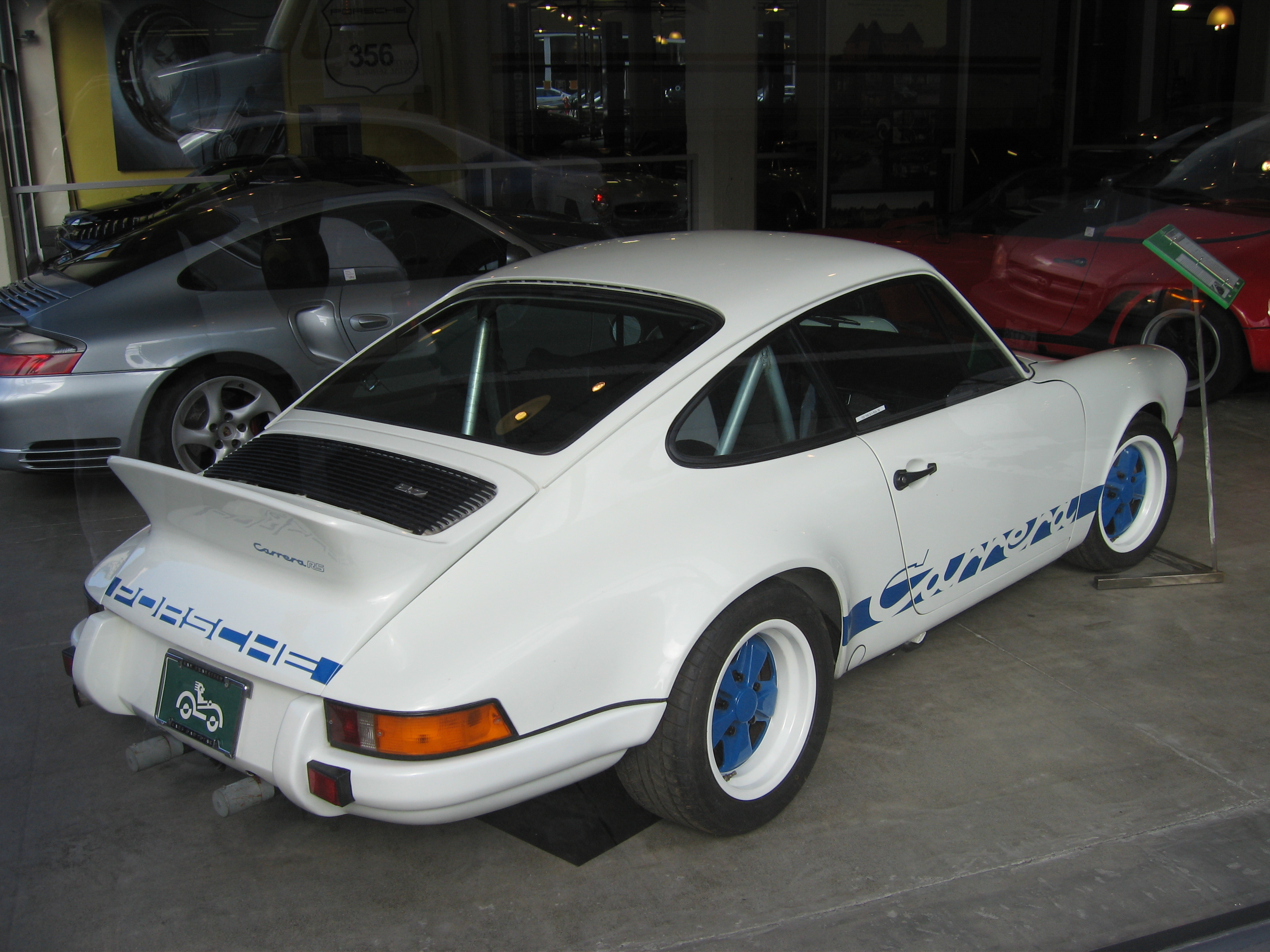
Porsche Carrera RS 2.7 von 1972

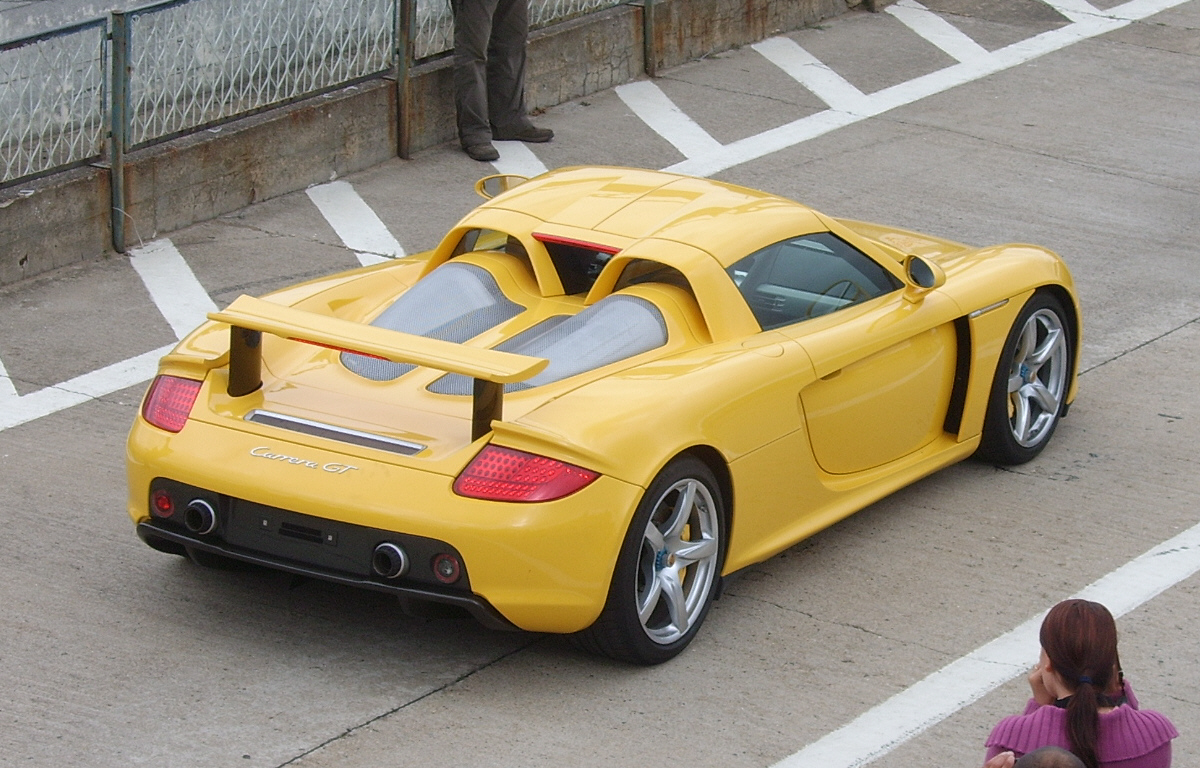
Porsche Carrera GT

Als Porsche Carrera werden einige besonders stark motorisierte Fahrzeuge des Stuttgarter Sportwagenherstellers Porsche bezeichnet. Das Wort „Carrera“ stammt aus dem Spanischen und bedeutet zu Deutsch „Rennen“. Bei Porsche bezieht es sich jedoch auf das mexikanische Straßenrennen Carrera Panamericana der 1950er Jahre, bei dem Porsche einige Klassenerfolge errang.
- der Porsche 356, dessen sportlichste Modelle den Zusatz Carrera trugen
- der Porsche 904 Carrera GTS (1964)
- der Porsche 906 Carrera 6 (1966)
- der Porsche 910, auch Carrera 10 genannt (1967)
- der Porsche 911 Carrera RS 2.7 von 1972, der als der Porsche Carrera angesehen wird.
- der Porsche 924 Carrera GT/GTS/GTR
- der Porsche Carrera GT, Supersportwagen, der diesen Namenszusatz trägt.

## Herkunft der Bezeichnung
Im Jahre 1954 belegte der Rennfahrer Hans Herrmann mit einem Porsche 550 Spyder einen sensationellen dritten Platz in der Gesamtwertung beim Rennen Carrera Panamericana. Das war sensationell, da er in einem Wagen mit vergleichsweise kleinem Motor (Hubraum von nur 1,5 l) zwei wesentlich stärkeren Ferrari (mit jeweils 4,5 l Hubraum) dicht auf den Fersen blieb. Den Klassensieg errang der Porsche dabei mühelos. Seitdem wird der Beiname „Carrera“ bei Porsche traditionell für besonders sportliche Modelle verwendet.